# Türkiye Kupası 1976/77
Die Türkiye Kupası 1976/77 war die 15. Auflage des türkischen Fußball-Pokalwettbewerbes. Der Wettbewerb begann am 4. September 1976 mit der 1. Hauptrunde und endete am 25. Mai 1977 mit dem Rückspiel des Finals. Im Endspiel trafen Beşiktaş Istanbul und Trabzonspor aufeinander. Beşiktaş Istanbul nahm zum dritten Mal am Finale teil. Für Trabzonspor war es das dritte Mal in Folge.

## 1. Hauptrunde

### 1. Runde
|                          | Ergebnis              |                              |
| ------------------------ | --------------------- | ---------------------------- |
| Akçaabat Sebatspor       | 9:0                   | İskilispor                   |
| Bursaspor (Amateure)     | 1:0                   | Dardanelspor                 |
| Tarsus İdman Yurdu       | 5:0                   | Konya Idman Yurdu (Amateure) |
| Fatih Karagümrük SK      | 1:1 n. V. (5:4 i. E.) | Alibeyköyspor                |
| Karşıyaka SK             | 1:0                   | Yeşilova SK                  |
| Üsküdar Anadolu          | 1:0                   | Kırklarelispor               |
| Batman Petrolspor        | 1:0                   | Hatayspor                    |
| Kars Kalespor            | 0:0 n. V. (5:3 i. E.) | Erzurumspor                  |
| Erzincanspor             | 1:0                   | Vanspor                      |
| Nevşehir Spor Gençlik    | 2:0                   | Kayseri Sümerspor            |
| Şanlıurfaspor (Amateure) | 0:3                   | Ceyhanspor                   |
| Süleymaniye SK           | 1:1 n. V. (5:4 i. E.) | İstanbulspor                 |
| Tokatspor                | 2:1                   | Trabzonspor (Amateure)       |
| Amasyaspor               | 2:1                   | Tokatspor (Amateure)         |
| Antalya Antspor          | 3:1                   | Aksarayspor                  |
| Düzcespor                | 3:1                   | Kastamonuspor                |
| Eskişehirspor (Amateure) | 2:1                   | Kütahyaspor                  |
| Konya Ereğlispor         | 3:1                   | Şanlıurfaspor                |
| Petrol Ofisi SK          | 1:0                   | Erdemir Ereğlispor           |
| Çorluspor                | 0:1                   | Lüleburgazspor               |
| Galata SK                | 3:1                   | Edirnespor                   |
| Kasımpaşa Istanbul       | 2:1                   | İstanbulspor                 |
| Ödemişspor               | 0:0 n. V. (3:5 i. E.) | Izmirspor                    |
| Tekirdağspor             | 1:0                   | Süleymaniye SK               |
| Uşakspor                 | 3:0                   | Sarayköy Gençlik             |

### 2. Runde
|                       | Ergebnis              |                          |
| --------------------- | --------------------- | ------------------------ |
| Altınordu Izmir       | 1:0                   | Aydınspor                |
| Gençlerbirliği Ankara | 3:0                   | Ankara Demirspor         |
| Konya İdman Yurdu     | 2:0                   | Ispartaspor              |
| Karşıyaka SK          | 4:0                   | Bandırmaspor             |
| MKE Ankaragücü        | 2:0                   | MKE Kırıkkalespor        |
| Tirespor              | 1:0                   | Denizlispor              |
| Beykozspor            | 2:1                   | Düzcespor                |
| Amasyaspor            | 0:1                   | Şekerspor                |
| Kars Kalespor         | 1:0                   | Rizespor                 |
| Sivasspor             | 2:0                   | Petrol Ofisi SK          |
| Uşakspor              | 2:1                   | Manisaspor               |
| Erzincanspor          | 2:3                   | Akçaabat Sebatspor       |
| Tekirdağspor          | 3:1                   | Üsküdar Anadolu          |
| Balıkesirspor         | 3:1                   | Izmirspor                |
| Batman Petrolspor     | 1:0                   | Iskenderunspor           |
| Diyarbakırspor        | 1:0                   | Elazığspor               |
| Gaziantepspor         | 4:0                   | Malatyaspor              |
| Karabükspor           | 4:2                   | Eskişehirspor (Amateure) |
| Kayserispor           | 1:0                   | Konya Ereğlispor         |
| Lüleburgazspor        | 0:0 n. V. (5:6 i. E.) | Sarıyer GK               |
| Nevşehir Spor Gençlik | 1:0                   | Antalyaspor              |
| Tokatspor             | 2:1                   | Çorumspor                |
| Bursaspor (Amateure)  | 1:0                   | Galata SK                |
| Eskişehir Demirspor   | 0:0 n. V. (3:4 i. E.) | Kocaelispor              |
| Sakaryaspor           | 2:0                   | Kasımpaşa Istanbul       |
| Tarsus İdman Yurdu    | 2:0                   | Ceyhanspor               |
| Konyaspor             | 3:0                   | Antalya Antspor          |
| Fatih Karagümrük SK   | 0:2                   | Vefa SK                  |

## 2. Hauptrunde
|                      | Ergebnis |                       |
| -------------------- | -------- | --------------------- |
| Akçaabat Sebatspor   | 2:1      | Diyarbakırspor        |
| Gaziantepspor        | 2:0      | Nevşehir Spor Gençlik |
| Kocaelispor          | 2:0      | Sarıyer GK            |
| Batman Petrolspor    | 2:1      | Kars Kalespor         |
| Şekerspor            | 3:2      | Gençlerbirliği Ankara |
| Karabükspor          | 2:1      | MKE Ankaragücü        |
| Kayserispor          | 0:1      | Konya İdman Yurdu     |
| Tokatspor            | 2:0      | Sivasspor             |
| Konyaspor            | 5:2      | Tarsus İdman Yurdu    |
| Bursaspor (Amateure) | 3:4      | Beykozspor            |
| Karşıyaka SK         | 3:2      | Uşakspor              |
| Tekirdağspor         | 1:0      | Sakaryaspor           |
| Tirespor             | 0:3      | Altınordu Izmir       |
| Vefa SK              | 2:0      | Balıkesirspor         |

## 3. Hauptrunde
|                 | Ergebnis |             |
| --------------- | -------- | ----------- |
| Altınordu Izmir | 2:1      | Karabükspor |

|                     | Gesamt          |                   | Hinspiel | Rückspiel |
| ------------------- | --------------- | ----------------- | -------- | --------- |
| Altınordu Izmir     | (a)1:1(a)       | Batman Petrolspor | 1:1      | 0:0       |
| Giresunspor         | 3:1             | Boluspor          | 3:0      | 0:1       |
| Trabzonspor         | 1:0             | Eskişehirspor     | 1:0      | 0:0       |
| Adanaspor           | 2:0             | Zonguldakspor     | 2:0      | 0:0       |
| Gaziantepspor       | 1:5             | Adana Demirspor   | 1:1      | 0:4       |
| Mersin İdman Yurdu  | 5:2             | Beykozspor        | 3:2      | 2:0       |
| Samsunspor          | 0:6             | Konya İdman Yurdu | 0:3      | 0:3       |
| Tokatspor           | 2:0             | Tekirdağspor      | 2:0      | 0:0       |
| Bursaspor           | 1:4             | Orduspor          | 1:1      | 0:3       |
| Konyaspor           | 0:1             | Vefa SK           | 0:1      | 0:0       |
| Fenerbahçe Istanbul | 3:2             | Altay Izmir       | 1:1      | 2:1       |
| Bursaspor           | 2:2 (2:4 i. E.) | Boluspor          | 2:0      | 0:2       |
| Fenerbahçe Istanbul | 5:2             | Balıkesirspor     | 1:1      | 4:1       |
| Göztepe Izmir       | 6:4             | Şekerspor         | 5:2      | 1:2       |
| Kocaelispor         | 2:2 (5:4 i. E.) | Karşıyaka SK      | 1:1      | 1:1       |
| Akçaabat Sebatspor  | 0:3             | Beşiktaş Istanbul | 0:1      | 0:2       |

## 4. Hauptrunde
|                    | Gesamt          |                     | Hinspiel | Rückspiel |
| ------------------ | --------------- | ------------------- | -------- | --------- |
| Adanaspor          | 1:2             | Fenerbahçe Istanbul | 0:0      | 1:2       |
| Vefa SK            | 3:6             | Orduspor            | 2:3      | 1:3       |
| Batman Petrolspor  | 0:3             | Kocaelispor         | 0:1      | 0:2       |
| Giresunspor        | 4:3             | Tokatspor           | 3:1      | 1:2       |
| Mersin İdman Yurdu | 2:2 (2:4 i. E.) | Göztepe Izmir       | 2:0      | 0:2       |
| Adana Demirspor    | 0:3             | Trabzonspor         | 0:0      | 0:3       |
| Beşiktaş Istanbul  | 6:2             | Konya İdman Yurdu   | 5:1      | 1:1       |

## Viertelfinale
|                      | Gesamt    |                     | Hinspiel | Rückspiel |
| -------------------- | --------- | ------------------- | -------- | --------- |
| Galatasaray Istanbul | (a)1:1(a) | Orduspor            | 1:1      | 0:0       |
| Kocaelispor          | 3:2       | Giresunspor         | 3:1      | 0:1       |
| Trabzonspor          | 3:0       | Fenerbahçe Istanbul | 2:0      | 1:0       |
| Beşiktaş Istanbul    | 2:0       | Göztepe Izmir       | 1:0      | 1:0       |

## Halbfinale
|             | Gesamt |                   | Hinspiel | Rückspiel |
| ----------- | ------ | ----------------- | -------- | --------- |
| Kocaelispor | 1:5    | Trabzonspor       | 1:0      | 0:5       |
| Orduspor    | 2:3    | Beşiktaş Istanbul | 2:3      | 0:0       |

## Finale

### Hinspiel
| Paarung           | Trabzonspor – Beşiktaş Istanbul |
| Ergebnis          | 1:0 (1:0) |
| Datum             | 18. Mai 1977 um 14:00 Uhr |
| Stadion           | Trabzon-Şehir-Stadyumu, Trabzon |
| Schiedsrichter    | Ziya Türkdoğan |
| Tore              | 1:0 Ahmet Ceyhan (22.) |
| Trabzonspor       | Şenol Güneş – Cemil Usta, Hüsnü Özkara (64. Ali Yavuz), Turgay Semercioğlu, Kadir Özcan, Necati Özçağlayan – Ahmet Ceyhan, Serdar Bali, Bekir Barçın, Necmi Perekli (46. Hüseyin Tok) – Ali Kemal Denizci Cheftrainer: Ahmet Suat Özyazıcı |
| Beşiktaş Istanbul | Rasim Kara – Ali Çoban (24. İsmail Dilber), Zekeriya Alp, Ahmet Börtücene, Niko Kovi – Mithat Mıhçı, Kemal Kılıç, Kahraman Kartaloğlu, Hayri Kol – Mehmet Akpınar, Reşit Kaynak Cheftrainer: İsmet Arıkan                                  |
| Gelbe Karten      | keine – Ali Çoban, Reşit Kaynak, Hayri Kol |

### Rückspiel
| Paarung           | Beşiktaş Istanbul – Trabzonspor |
| Ergebnis          | 0:0 |
| Datum             | 25. Mai 1977 um 16:00 Uhr |
| Stadion           | Inönü-Stadion, Istanbul |
| Schiedsrichter    | Talat Tokat |
| Tore              | keine |
| Beşiktaş Istanbul | Rasim Kara – Ahmet Börtücene, Zekeriya Alp, Niko Kovi, Ali Çoban – Mithat Mıhçı, Kemal Kılıç, Hayri Kol – Reşit Kaynak, Mehmet Akpınar, Şaban Kartal (35. Kahraman Kartaloğlu) Cheftrainer: İsmet Arıkan               |
| Trabzonspor       | Şenol Güneş – Cemil Usta, Necati Özçağlayan, Ahmet Ceyhan (86. Ali Yavuz), Turgay Semercioğlu, Kadir Özcan – Hüsnü Özkara, Serdar Bali, Bekir Barçın – Hüseyin Tok, Ali Kemal Denizci Cheftrainer: Ahmet Suat Özyazıcı |

## Beste Torschützen
| Rang | Spieler          | Verein             | Tore |
| ---- | ---------------- | ------------------ | ---- |
| 1    | Reşit Kaynak     | Beşiktaş Istanbul  | 5    |
| 2    | Ahmet Ceyhan     | Trabzonspor        | 4    |
| 2    | Orhan Kırıkçılar | Orduspor           | 4    |
| 2    | Zeki Temizer     | Mersin İdman Yurdu | 4    |
| 5    | Sebahattin Akgül | Göztepe Izmir      | 3    |
| 5    | Mehmet Akpınar   | Beşiktaş Istanbul  | 3    |
| 5    | Raşit Çetiner    | Kocaelispor        | 3    |
| 5    | Tuna Güneysu     | Orduspor           | 3    |
| 5    | Birol Özmen      | Giresunspor        | 3    |
| 5    | Savaş Sakar      | Şekerspor          | 3    |